# ジェニー・ホルツァー

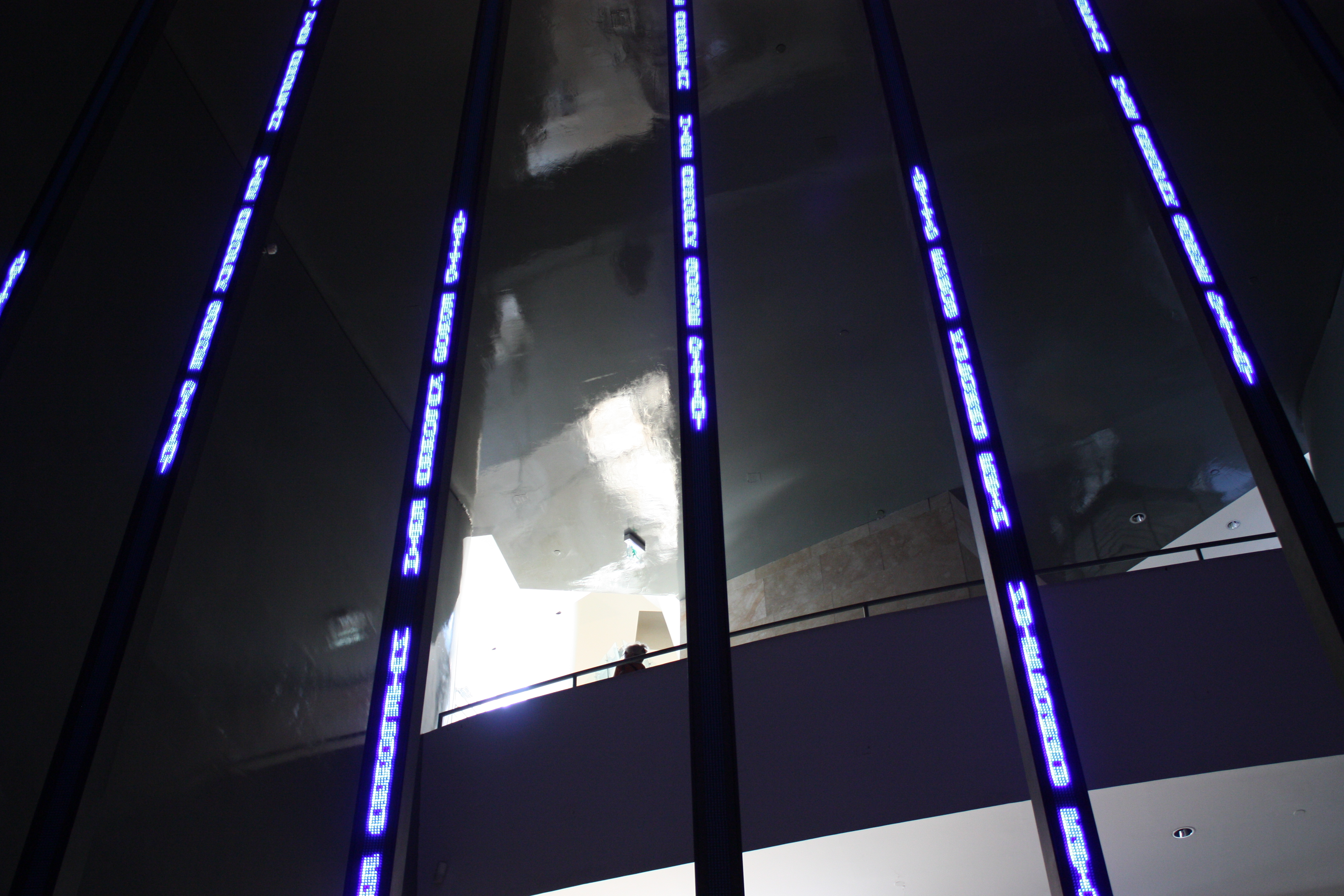
ビルバオ・グッゲンハイム美術館のインスタレーション

ジェニー・ホルツァー（Jenny Holzer, 1950年- ）は、アメリカ合衆国オハイオ州ガリポリス生まれの美術家。そのスタイルはワード・アートと称される。

## 来歴
オハイオ大学で版画・絵画を学んだのち、ロードアイランド・スクール・オブ・デザインに学び、「言葉」を取り込んだ作品を作り始める。1977年にニューヨークに移住。電光掲示板、ポスター、公衆電話のチラシといったメディアを作品の発表手段として積極的に活用し、注目された。知名度を得た1980年代以降は、スポンサーを得て大がかりなプロジェクト形式を取ることが多くなった。
1991年に日本で行われたクリストの「アンブレラ・プロジェクト」の際は、都心と展示地域（常陸太田）を結ぶ特急電車内の電光掲示板に作品を発表した。
『信条を変えてみてください (Please change beliefs) 』というウェブ参加型の作品がある。